# Carrière (ressources humaines)
Pour les articles homonymes, voir Carrière.
La notion de carrière met en lien la projection dans le temps d'un individu en fonction de son contexte et de ses compétences professionnelles actuelles. Les enjeux de carrière peuvent être compris sous une approche individuelle ou organisationnelle.
Pour un travailleur la carrière se traduit par une augmentation de salaire liée à l'évolution des compétences et/ou des responsabilités qui peut être spécifiée, dans le privé par une grille des salaires minimums en fonction des classifications des emplois définies dans les conventions collectives, dans le public par une grille indiciaire définie en fonction des postes de la fonction publique qui est la base de son traitement. Une fois obtenue la classification ou le niveau indiciaire est acquis et ne peut pas être abaissé.
Personne n’aspire à passer toute sa carrière au même niveau de rémunération. Chacun doit avoir des perspectives, à la fois de carrière et de salaire déclarait la Première ministre, Élisabeth Borne lors de la conférence sociale de 2023.

## Fonction publique
Une réforme des carrières et des rémunérations des quelque 5,7 millions de fonctionnaires est considérée comme nécessaire pour un système considéré en 2021 comme « à bout de souffle, illisible, pas suffisamment attractif et somme toute parfois assez démotivant ». La réforme à venir devrait prévoir la remise à plat des carrières et des rémunérations ainsi que des conditions de mobilité dans la fonction publique

## Privé
L’indexation automatique du salaire minimum interprofessionnel de croissance (smic) pose le problème de remise à niveau des grilles de salaires des branches professionnelles .
Le tassement des grilles de salaires vient d’un manque de refonte des classifications. La "smicardisation" est reliée à l’absence d’échelle mobile des salaires, dispositif abandonnée par la France en 1983, qui permet la fixation d’écarts marqués entre chaque échelon des grilles, chacun étant indexé à l’inflation , .